# Parabuthus laevifrons
Espèce
Synonymes
- Buthus laevifrons Simon, 1888
- Parabuthus laevifrons australis Hewitt, 1918
- Parabuthus ibelli Werner, 1916

Parabuthus laevifrons est une espèce de scorpions de la famille des Buthidae.

## Distribution
Cette espèce se rencontre en Namibie au Hardap et au ǁKaras et en Afrique du Sud au Cap-du-Nord,.

## Description
Le tronc de l'holotype mesure 29 mm et la queue 36,6 mm.

## Systématique et taxinomie
Cette espèce a été décrite sous le protonyme Buthus laevifrons par Simon en 1888. Elle est placée dans le genre Parabuthus par Kraepelin en 1899.

## Publication originale
- Simon, 1888 : « Études arachnologiques. 20e Mémoire. XXVIII. Arachnides recueillis dans le sud de l'Afrique par M. le docteur Hans Schinz. » Annales de la Société Entomologique de France, sér. 6, vol. 7, p. 369-384 (texte intégral).